# توريسايلاس دي لا تايسا
بلدية توريسايلاس دي لا تايسا (بالإسبانية: Torrecillas de la Tiesa)‏، هي بلدية تقع في مقاطعة قصرش والتي تقع في منطقة إكستريمادورا، غرب إسبانيا.
يبلغ عدد سكانها 1.154 نسمة وفقاً لإحصائية سنة (2002).